# Alain-Xavier Wurst
Alain-Xavier Wurst, né en 1969 à Paris, est un journaliste et auteur français, ancien étudiant de l'EHESS. Entre 2003 et 2006, il est rédacteur à Zeit Online, puis responsable du service étranger jusqu'en 2008. Depuis 2009, il publie sur les sujets franco-allemands pour différents médias français et allemands,,,,. Il tient un blog sur Rue89, jusqu'en 2012. Depuis 2008, il co-anime avec Uli Patzwahl l'émission La France en Duo consacrée à la chanson française sur la webradio allemande byte.fm. Il est également auteur ou co-auteur d’ouvrages sur l’histoire de la presse, mais également sur des sujets divers tels que le vin, le whisky, le football ou encore l’archéologie sous–marine.
En 2010, il publie chez Rowohlt un livre intitulé Zur Sache, Chérie, fiction autobiographique dans laquelle il analyse les malentendus interculturels franco-allemands concernant les rapports de séduction. Le livre est salué par la critique française,,, et allemande,, et a été adapté au théâtre d'Offenbourg en 2013 par la compagnie franco-allemande BAAL novo (de),.